# Božidar Knežević
Božidar Knežević (* 7. Märzjul. / 19. März 1862greg. in Ub; † 18. Februarjul. / 3. März 1905greg. in Belgrad) war ein serbischer Philosoph und Historiker und Universitätsprofessor in Belgrad.

## Werke
- Principi istorije, 2 Bde.
- Misli, 1931 - (Gedanken)